# Jean-François Berliet
Pour les articles homonymes, voir Berliet.
Jean-François Berliet, mort le 2 janvier 1607, est un évêque catholique, archevêque de Tarentaise du 5 août 1599 jusqu'à sa mort.

## Biographie
Jean-François Berliet a été conseiller, puis premier président de la Chambre des comptes de Savoie, fonction qu'il remplit depuis le 24 septembre 1579.
Seigneur de Chiloup et de La Roche à Saint-Martin-du-Mont, il a été fait baron du Bourget en 1589, à la suite d'un achat pour la somme de 10 000 écus d'or.
À la mort de son épouse, en 1598, il est choisi par le duc de Savoie Charles-Emmanuel Ier pour devenir archevêque-comte de Tarentaise,. Il est nommé rapidement le 8 novembre 1598,. Il n'est toutefois pas prêtre et semble entrer officiellement dans les ordres en 1600, à Chambéry, alors que le duché de Savoie est occupé.
Il devient l'ambassadeur du duc Charles-Emmanuel Ier de Savoie auprès de Henri IV après la signature du traité de Paris de 1600.